# Джон Бойд Данлоп
Джон Бойд Да́нлоп (англ. John Boyd Dunlop; 5 лютого 1840, Дрегорн — 23 жовтня 1921, Дублін) — ірландський ветеринар шотландського походження, винахідник пневматичної шини, один із засновників компанії «Dunlop Tyres».

## Винаходи
Винайшов надувну велосипедну шину. 1888 року він запатентував свій винахід. Винахід також знайшов застосування як автомобільна шина. Згодом його патент був анульований в інтересах поданого раніше патенту іншого винахідника.[джерело?]
Він прийшов до ідеї створення пневматичної шини, спостерігаючи поїздку свого сина на велосипеді тодішньої конструкції по бруківці. Маючи професію ветеринарного лікаря (хірурга), він використовував спочатку кишки тварин, але потім перейшов на виготовлення шин з гуми. Для їх виробництва він взяв участь у створенні промислової компанії, Dunlop Pneumatic Tyre Company, вироби якої використовували не тільки для велосипедів, але, що особливо важливо, в автомобілебудуванні.